# Ґопешвар
Ґопешвар (англ. Gopeshwar) або Чамолі-Ґопешвар (Chamoli Gopeshwar) — селище в центральній частині штату Уттаракханд, Індія, адміністративний центр округу Чамолі. Оточене священними місцями індуїзму, такими як Тунґнатх, Рудранатх, Бадрінатх і Кедарнатх. У самому містечку також є відомий храм Шиви — Ґопінатх-Мандір.

## Географія
Ґопешвар розташований на висоті 1300 м над рівнем моря.

### Клімат
Містечко знаходиться у зоні, котра характеризується океанічним кліматом субтропічних нагір'їв. Найтепліший місяць — червень із середньою температурою 23.1 °C (73.5 °F). Найхолодніший місяць — січень, із середньою температурою 7.7 °С (45.9 °F).
| Клімат Ґопешвара        | Клімат Ґопешвара | Клімат Ґопешвара | Клімат Ґопешвара | Клімат Ґопешвара | Клімат Ґопешвара | Клімат Ґопешвара | Клімат Ґопешвара | Клімат Ґопешвара | Клімат Ґопешвара | Клімат Ґопешвара | Клімат Ґопешвара | Клімат Ґопешвара | Клімат Ґопешвара |
| Показник                | Січ.             | Лют.             | Бер.             | Квіт.            | Трав.            | Черв.            | Лип.             | Серп.            | Вер.             | Жовт.            | Лист.            | Груд.            | Рік              |
| Середній максимум, °C   | 13,3             | 15,2             | 20,2             | 25,4             | 28,5             | 28,2             | 25,4             | 25,1             | 24,6             | 23,1             | 19,5             | 15,7             | 22               |
| Середня температура, °C | 7,7              | 9,5              | 14               | 19,1             | 22,2             | 23,1             | 21,7             | 21,4             | 20,3             | 17,4             | 13,4             | 9,9              | 16,6             |
| Середній мінімум, °C    | 2,2              | 3,8              | 7,9              | 12,8             | 16               | 17,9             | 17,9             | 17,7             | 16               | 11,8             | 7,3              | 4,1              | 11,3             |
| Норма опадів, мм        | 36.5             | 40.9             | 35.3             | 29.5             | 45               | 139.5            | 295.4            | 292.3            | 159              | 36               | 7.5              | 14.4             | 1131.3           |
| ----------------------- | ---------------- | ---------------- | ---------------- | ---------------- | ---------------- | ---------------- | ---------------- | ---------------- | ---------------- | ---------------- | ---------------- | ---------------- | ---------------- |
| Джерело: Weatherbase    |                  |                  |                  |                  |                  |                  |                  |                  |                  |                  |                  |                  |                  |